# Hugh Seymour, VI marchese di Hertford
Hugh de Grey Seymour, VI marchese di Hertford (Dublino, 22 ottobre 1843 – Ragley Hall, 23 marzo 1912), è stato un politico e ufficiale inglese.

## Biografia
Era il figlio maggiore di Francis Seymour-Conway, V marchese di Hertford, e di sua moglie, Lady Emily Murray, figlia di David Murray, III conte di Mansfield. Era il nipote di Sir George Seymour e pronipote di Lord Hugh Seymour. Egli divenne noto dal titolo di cortesia Conte di Yarmouth quando il padre successe al marchesato nel 1870.

## Carriera

### Carriera militare
Seymour servì nei Grenadier Guards, raggiungendo il grado di capitano. Era anche un colonnello onorario nel Warwickshire Yeomanry. È stato nominato un aiutante di campo di Edoardo VII nel 1902, con il grado di colonnello. Ha servito come tale fino alla morte del re nel 1910, ed è stato aiutante di campo di Giorgio V (1910-1912).

### Carriera politica
Seymour è stato uno dei due rappresentanti per Antrim nel 1869. Alle elezioni politiche del 1874 fu rinviato per South Warwickshire, un posto che ha mantenuto fino al 1880. Nel 1879 divenne membro del Privy Council e nominato Comptroller of the Household sotto Lord Beaconsfield, un posto che ha mantenuto fino a quando il governo cadde l'anno successivo. Nel 1884 successe al padre nel marchesato ed è entrato nella Camera dei lord.
Nel 1905 Lord Hertford è stato nominato Lord luogotenente del Warwickshire, carica che mantenne fino alla sua morte. Era anche un giudice di pace per la contea di Antrim.

## Matrimonio
Sposò, il 16 aprile 1868, Mary Hood (4 giugno 1846-6 aprile 1909), figlia di Alexander Hood, I visconte Bridport. Ebbero otto figli:
- Lady Margaret Alice Seymour (22 marzo 1869-18 agosto 1901), sposò James Hainsworth Ismay, ebbero due figlie;
- George Seymour, VII marchese di Hertford (20 ottobre 1871-16 febbraio 1940);
- Lady Emily Mary Seymour (4 agosto 1873-7 novembre 1948), sposò Reginald Edmund Walker, ebbero cinque figli;
- Lady Victoria Frederica Wilhelmina Georgina Seymour (20 ottobre 1874-23 aprile 1960), sposò Charles de Trafford, ebbero una figlia;
- Lady Jane Edith Seymour (1 aprile 1877-?), sposò Hugh Carleton, ebbero un figlio;
- Lord Henry Charles Seymour (18 maggio 1878-18 giugno 1939), sposò Lady Helen Grosvenor, ebbero due figli;
- Lord Edward Beauchamp Seymour (22 novembre 1879-7 dicembre 1917), sposò Elfrida Adelaide de Trafford, non ebbero figli;
- Lord George Frederick Seymour (2 settembre 1881-30 ottobre 1940), sposò Norah Skipwith, ebbero quattro figli.

## Morte
Morì il 23 marzo 1912 a Ragley Hall, nel Warwickshire.

## Ascendenza
|                                              |                                     |                                       | Genitori                                |  |  | Nonni |  |  | Bisnonni          |  |  | Trisnonni                                      |  |
|                                              |                                     |                                       |                                         |  |  |       |  |  | Lord Hugh Seymour |  |  | Francis Seymour-Conway, I marchese di Hertford |  |
|                                              |                                     |                                       |                                         |  |  |       |  |  | Lord Hugh Seymour |  |  | Francis Seymour-Conway, I marchese di Hertford |  |
|                                              |                                     | Lady Isabella Fitzroy                 |                                         |  |  |       |  |  | Lord Hugh Seymour |  |  |                                                |  |
| Sir George Seymour                           |                                     |                                       |                                         |  |  |       |  |  | Lord Hugh Seymour |  |  |                                                |  |
|                                              |                                     | Lady Anne Horatia Waldegrave          | James Waldegrave, II conte Waldegrave   |  |  |       |  |  |                   |  |  |                                                |  |
|                                              |                                     | Lady Anne Horatia Waldegrave          | James Waldegrave, II conte Waldegrave   |  |  |       |  |  |                   |  |  |                                                |  |
|                                              |                                     | Lady Anne Horatia Waldegrave          | Mary Walpole                            |  |  |       |  |  |                   |  |  |                                                |  |
| Francis Seymour, V marchese di Hertford      |                                     | Lady Anne Horatia Waldegrave          |                                         |  |  |       |  |  |                   |  |  |                                                |  |
|                                              |                                     | Sir George Cranfield Berkeley         | Augustus Berkeley, IV conte di Berkeley |  |  |       |  |  |                   |  |  |                                                |  |
|                                              |                                     | Sir George Cranfield Berkeley         | Augustus Berkeley, IV conte di Berkeley |  |  |       |  |  |                   |  |  |                                                |  |
|                                              |                                     | Sir George Cranfield Berkeley         | Elizabeth Drax                          |  |  |       |  |  |                   |  |  |                                                |  |
| Georgiana Mary Berkeley                      |                                     | Sir George Cranfield Berkeley         |                                         |  |  |       |  |  |                   |  |  |                                                |  |
|                                              |                                     | Emily Charlotte Lennox                | Lord George Lennox                      |  |  |       |  |  |                   |  |  |                                                |  |
|                                              |                                     | Emily Charlotte Lennox                | Lord George Lennox                      |  |  |       |  |  |                   |  |  |                                                |  |
|                                              |                                     | Emily Charlotte Lennox                | Lady Louisa Kerr                        |  |  |       |  |  |                   |  |  |                                                |  |
| Hugh Seymour, VI marchese di Hertford        |                                     | Emily Charlotte Lennox                |                                         |  |  |       |  |  |                   |  |  |                                                |  |
|                                              | David Murray, II conte di Mansfield | David Murray, VI visconte di Stormont |                                         |  |  |       |  |  |                   |  |  |                                                |  |
|                                              | David Murray, II conte di Mansfield | David Murray, VI visconte di Stormont |                                         |  |  |       |  |  |                   |  |  |                                                |  |
|                                              | David Murray, II conte di Mansfield | Anne Stewart                          |                                         |  |  |       |  |  |                   |  |  |                                                |  |
| David William Murray, III conte di Mansfield | David Murray, II conte di Mansfield |                                       |                                         |  |  |       |  |  |                   |  |  |                                                |  |
|                                              |                                     | Louisa Cathcart                       | Charles Cathcart, IX lord Cathcart      |  |  |       |  |  |                   |  |  |                                                |  |
|                                              |                                     | Louisa Cathcart                       | Charles Cathcart, IX lord Cathcart      |  |  |       |  |  |                   |  |  |                                                |  |
|                                              |                                     | Louisa Cathcart                       | Jane Hamilton                           |  |  |       |  |  |                   |  |  |                                                |  |
| Lady Emily Murray                            |                                     | Louisa Cathcart                       |                                         |  |  |       |  |  |                   |  |  |                                                |  |
|                                              |                                     | arcivescovo William Markham           | William Markham                         |  |  |       |  |  |                   |  |  |                                                |  |
|                                              |                                     | arcivescovo William Markham           | William Markham                         |  |  |       |  |  |                   |  |  |                                                |  |
|                                              |                                     | arcivescovo William Markham           | Elizabeth Markham                       |  |  |       |  |  |                   |  |  |                                                |  |
| Frederica Markham                            |                                     | arcivescovo William Markham           |                                         |  |  |       |  |  |                   |  |  |                                                |  |
|                                              |                                     | Sarah Goddard                         | John Goddard                            |  |  |       |  |  |                   |  |  |                                                |  |
|                                              |                                     | Sarah Goddard                         | John Goddard                            |  |  |       |  |  |                   |  |  |                                                |  |
|                                              |                                     | Sarah Goddard                         | Elizabeth Smith                         |  |  |       |  |  |                   |  |  |                                                |  |
|                                              |                                     | Sarah Goddard                         |                                         |  |  |       |  |  |                   |  |  |                                                |  |